# Jean Bourdichon

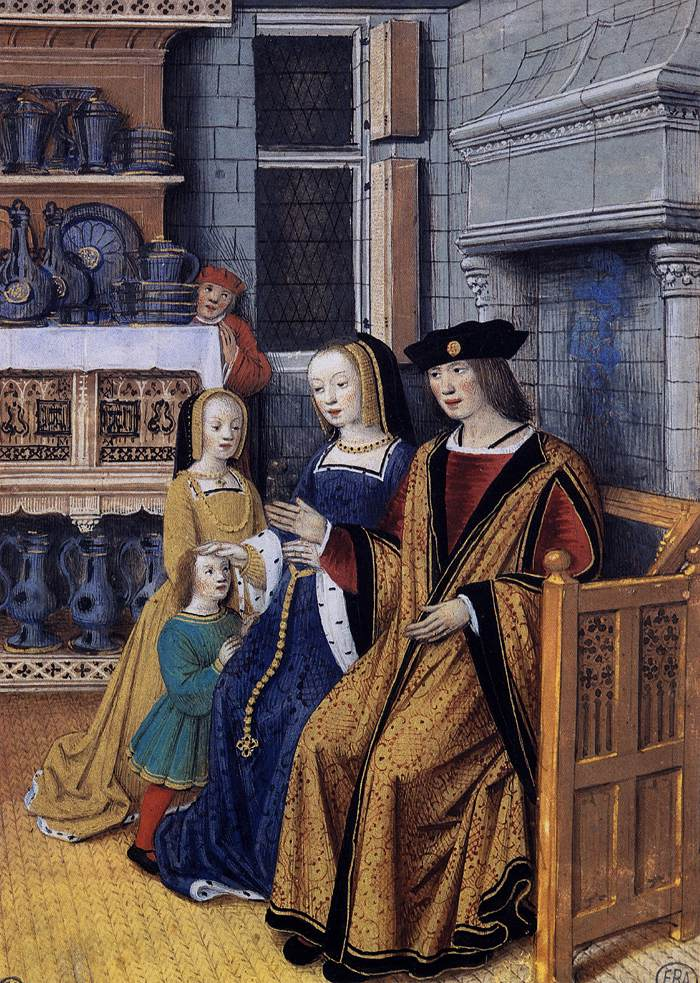
A gazdag ember, miniatúra École nationale supérieure des Beaux-Arts, Párizs

Jean Bourdichon (Tours, 1456/1457 - 1520/1521) francia festő. Bretagne-i Anna egészlapos miniatúrákkal ékes imakönyvéről nevezetes.

## Életpályája
Toursban dolgozott mint XI. Lajos, VIII. Károly  és XII. Lajos  királyok udvari festője. Főleg miniatúrákat alkotott. Ama művészek egyike, akik a 15. század stílusát modernizálva vitték át a következő századba. Híres műve Bretagne-i Anna egészlapos miniatúrákkal ékes imakönyve (1508, Párizs, Bibliothèque Nationale). 

## Képgaléria

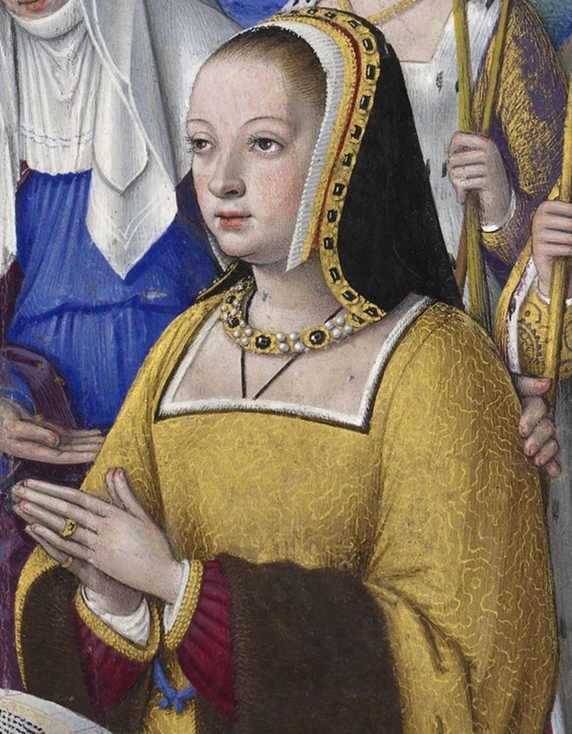
I. Anna breton hercegnő
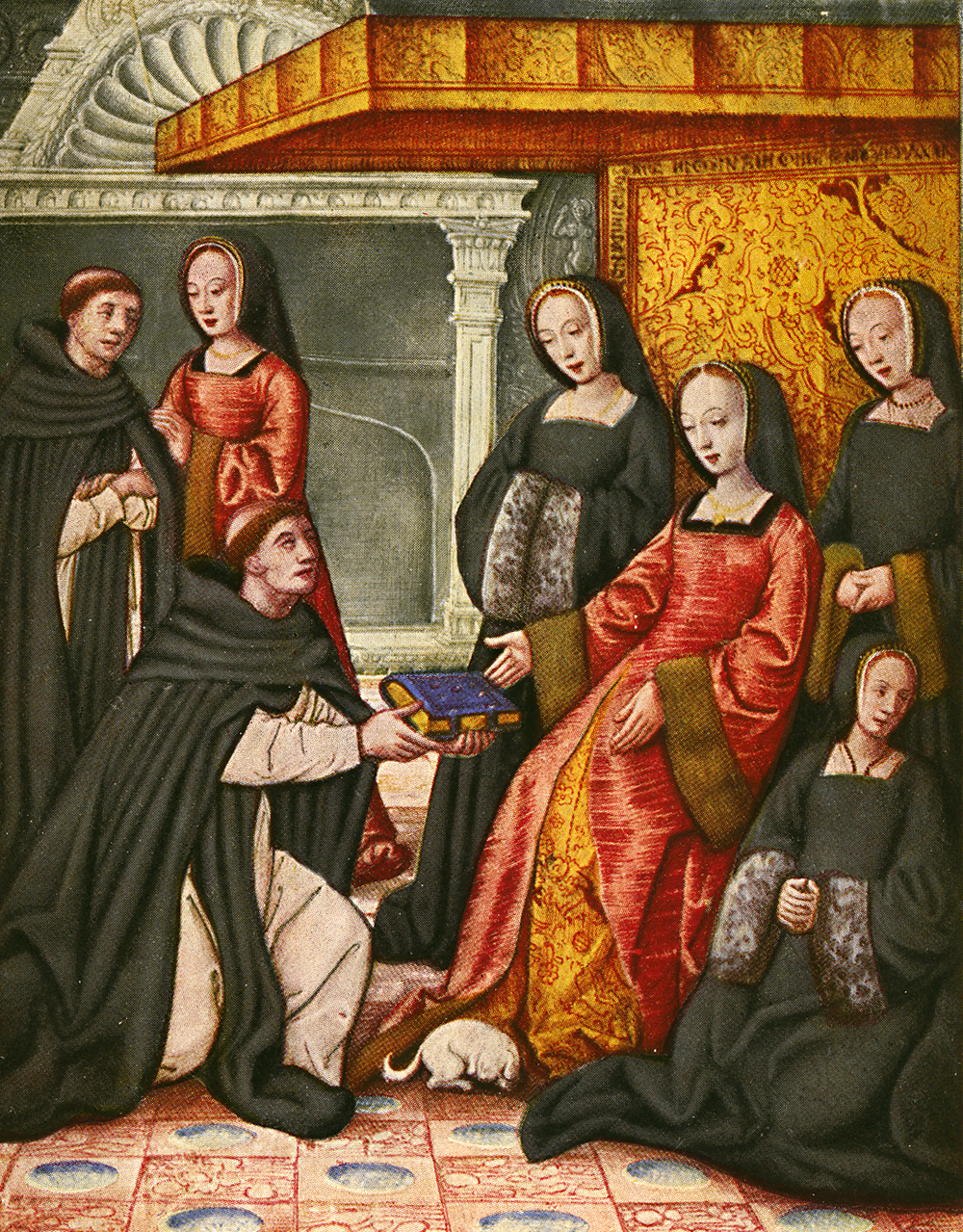
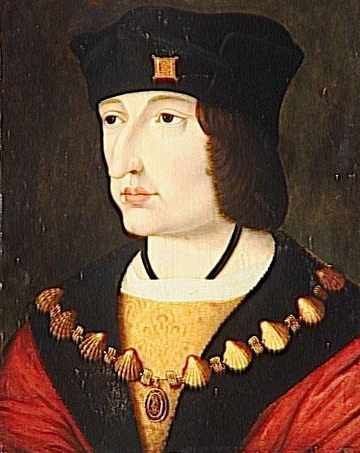
VIII. Károly
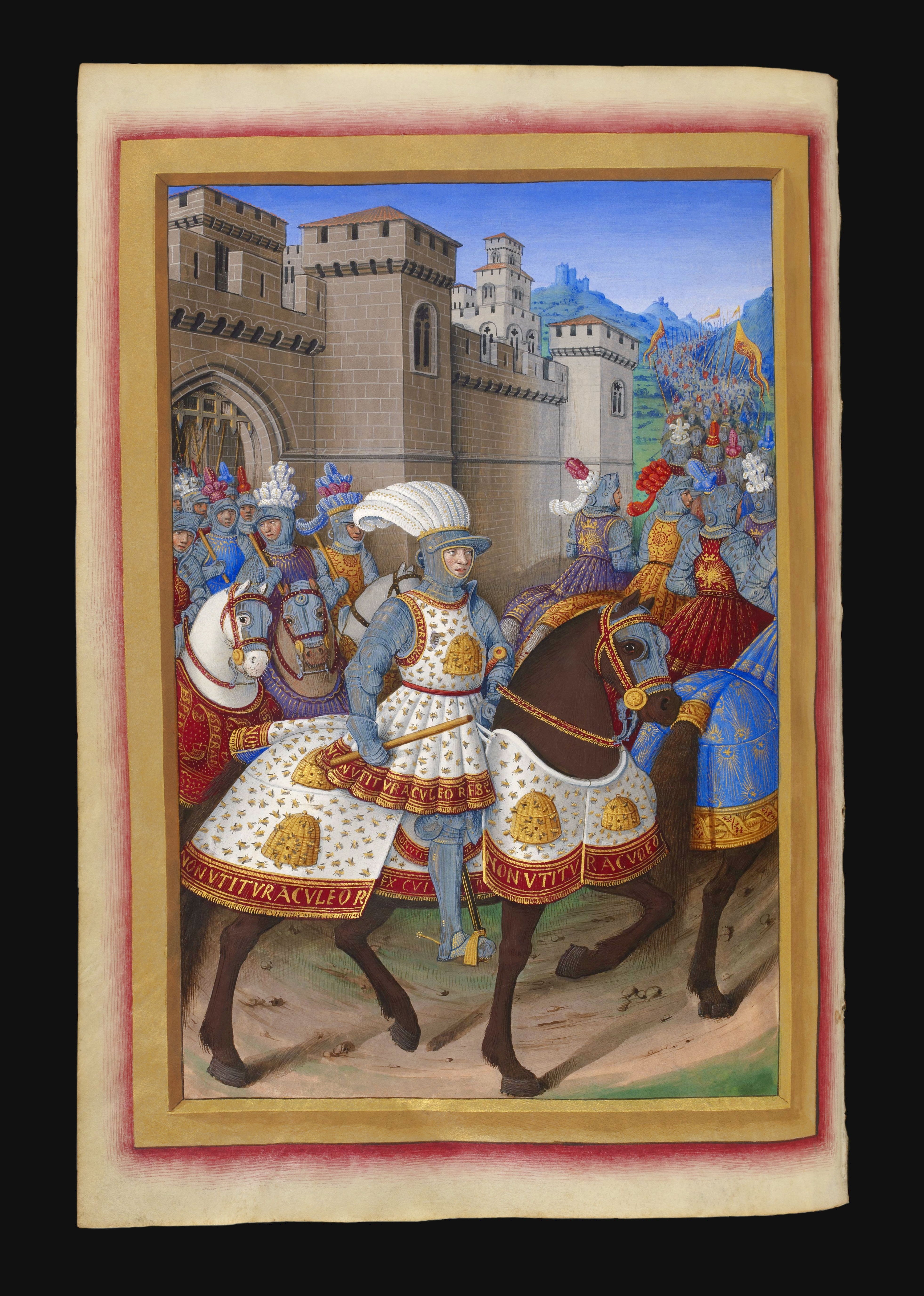
XII. Lajos

## Forrás
Művészeti Lexikon 1. A-K (Budapest, 1935) Bouts, Dirk - 136. old.